# Cèsar Nogués
Cèsar Nogués i Rovira (Barcelona 1922 - 1950) fou un poeta en llengua catalana.
Influït per Charles Baudelaire i per Josep Palau i Fabre, s'abocà a la literatura, guiat en part pel seu amic Joan Triadú. Publicà un únic recull, Lassitud, abans de morir suïcidat l'any 1950, a l'edat de vint-i-vuit anys.
La seva obra completa, revisada i prologada per Triadú, es publicà el 1953. El volum consta dels poemes de Lassitud i una sèrie de proses i correspondència de l'autor. Josep Maria Espinàs va escriure una "evocació de Cèsar Nogués" per a la revista Destino el 1955, amb motiu del cinquè aniversari de la seva mort.
El 2004, l'editorial Proa publicà una segona edició definitiva de la seva obra completa, titulada Tots els poemes.